# Epilissus mantasoae
Epilissus mantasoae är en skalbaggsart som beskrevs av Renaud Maurice Adrien Paulian 1976. Epilissus mantasoae ingår i släktet Epilissus och familjen bladhorningar. Inga underarter finns listade i Catalogue of Life.